# راينر ماريا شرودر
راينر ماريا شرودر Rainer Maria Schröder (ولد في 3 يناير 1951 في روستوك) هو مؤلف ألماني لروايات المغامرات، وقد بيعت من أعماله حتى الآن حوالي ستة ملايين كتاب. ويكتب تحت اسم مستعار هو أشلي كارينجتون Ashley Carrington منذ منتصف الثمانينيات روايات الحب والروايات الاجتماعية ذات الخلفية التاريخية للبالغين.

## حياته
نشأ شرودر في برلين الشرقية. واستطاع الهرب مع عائلته إلى برلين الغربية قبل بناء حائط برلين بقليل، حيث عاش حياة التخييم لمدة عام، ثم انتقل إلى دورتموند ثم قضى بعد ذلك إثني عشر عاما في دوسلدورف. وهناك درس الغناء الأوبرالي.
وبعد عامين في الخدمة العسكرية عمل لمدة نصف عام لدى إحدى الصحف اليومية في دوسلدورف. وبعد ذلك بدأ في دراسة الحقوق في كولونيا. وخلال أثناء كان يكتب مقالات عدة ورواياته الأولى. وبجانب ذلك فقد درس الجرمانستيك وعلوم المسرح والسينما والتلفاز. وفي عام 1976 اشترت دار نشر فرانتس شنايدر عمله الأول In die Falle gelaufen. ثم انقطع شرودر عن دراسته بعد سبعة فصول دراسية.
وفي السنوات التالية كان يكتب نصوصا ومقالات قصيرة للصحف ولمحطة WDR، كما نشر أيضا بضع روايات في دار نشر فرانتس شنايدر وشتالينج وهاينه. وفي عام 1977 نشر عمله المسرحي الأول. ثم عمل مراجعا في دار نشر لمدة تسعة أشهر، ثم تفرغ للكتابة الحرة.
وقد سافر شرودر كثيرا فجمع بذلك الكثير من الخبرات والتجارب استغلها في كتابة رواياته. وأغلب أعماله الأدبية هي روايات المغامرات. وتدور أحداثها غالبا في الفترة الزمنية بين عامي 1100 و 1600 (مثل سر صانع الخرائط ووصية الحاج العجوز ودير المهرطقين). وشذت بضعة روايات عن ذلك فتدور أحداثها في فترة الحرب العالمية الثانية مثل رواية الرحلة الطويلة لياكوب شتيرن.
وقد حصل على عدة جوائز منها جائزة فريدريش جيرشتيكر 1988.

## من أعماله
- الرحلة الطويلة لياكوب شتيرن
- دير المهرطقين
- سر الرهبان البيض
- وصية الحاج العجوز

## روابط إضافية
الموقع الرسمي للكاتب

## روابط خارجية
- راينر ماريا شرودر على موقع ميوزك برينز (الإنجليزية)